# 雅各布·埃尔斯塔
雅各布·埃尔斯塔（挪威語：Jacob Erstad，1898年1月12日—1963年12月1日），挪威男子竞技体操运动员。他曾代表挪威获得1920年夏季奥运会体操比赛男子团体自由式银牌。他于1963年在卑尔根去世。